# Canitar
Canitar es un municipio brasileño del estado de São Paulo. Se localiza a una latitud 23º00'23" sur y a una longitud 49º47'00" oeste, estando a una altitud de 508 metros. Su población estimada en 2004 era de 4 016 habitantes.
Posee un área de 57,4 km².

## Geografía

### Hidrografía
- Río Paranapanema
- Arroyo de la Figueira

### Carreteras
- SP-270

## Administración
- Prefecto: Arceu Batista (2005/2008)
- Viceprefecto: Tavinho
- Presidente de la cámara: (2007/2008)

## Economía
Principal Actividad económica: agricultura (con predomínio de caña de azúcar, café, maíz, arroz, frijol y soja).